# قاباق‌چول
قاباق‌چول (به لاتین: Qabaqçöl) یک منطقه مسکونی در جمهوری آذربایجان است که در شهرستان بالاکن واقع شده است.

## جمعیت
قاباق‌چول ۱۰۰۴ نفر جمعیت دارد.

## کد پستی
کد پستی آن AZ0816 است.